# A los pies de usted
A los pies de usted es un film español de 1945 dirigido por Manuel García Viñolas.

## Sinopsis
Una familia de raíces humildes consigue hacerse una posición social y los hijos se muestran como auténticos vividores, desconocedores del esfuerzo que hay que hacer para conseguir las cosas. Las típicas batallas generacionales surgen en cada momento, hasta que ciertos acontecimientos hacen que los hijos den la razón a los padres.

## Temática
El ir y venir de los tiempos se pone de manifiesto en este filme. Además el fin del mismo es mostrar la relación padres e hijos desde una forma moralizante demostrando que la juventud es alocada y a veces irresponsable.

## Actores
- Valeriano León
- Francisco Chuliá
- Rafaela Rodríguez
- Salvador Videgain
- Antonio Riquelme
- César Guzmán
- Paquita Vives
- Casimiro Hurtado
- Conrado San Martín
- Federico Méndez